# 凱斯波特 (伊利諾伊州)
凱斯波特（英語：Keyesport）是位於美國伊利諾伊州邦德縣和克林頓縣的一個村落。

## 地理
凱斯波特的座標為38°44′27″N 89°16′37″W / 38.74083°N 89.27694°W，而該地最高點為海拔高度140米（即459英尺）。

## 人口
根據2010年美國人口普查的數據，凱斯波特的面積為1.80平方千米，當中陸地面積為1.70平方千米，而水域面積為0.10平方千米。當地共有人口421人，而人口密度為每平方千米233人。